# Пожар Людмила Антонівна
Пожар Людмила Антонівна (*07.11.1952, с. Кірове (нині - Бокова, Долинського р-ну, Кропивницької обл.) — кандидатка фізико-математичних наук (PhD), головна наукова співробітниця компанії Perna Nature LLC (США).

## Життєпис
Народилась в родині вчителів.
Закінчила Харківський державний університет (1974). Науковий ступінь кандидатки фізико-математичних наук отримала на базі Фізико-технічного інституту низьких температур ім. Б.І. Вєркіна АН УРСР (1994).
З 1994 по 2012 рр. працювала викладачкою і науковицею в наступних університетах Британії та США — University of Idaho, Western Kentucky University, University of Tennessee/ORNL, University of Surrey.
Згодом працювала в наукових установах асоційованим науковицею і керівницею проєктів та груп в державних лабораторіях та наукових центрах світового рівня, серед яких — Air Force Research Laboratory (AFRL, Dayton, OH), Cornell University, UNESCO International Center for Theoretical Physics (ICTP, Trieste, Italy).
З 1995 р. — асоційована наукова редакторка серій сучасної хімічної фізики видання World Scientific (Сінгапур).
З 2007 р. — головна науковиця компанії PermaNature, LLC (США). Живе в м. Стерретт, Алабама, США.
За авторства Людмили Пожар видано 3 наукові книги та понад 160 наукових статей.